# Casa de Francesca Bracons
La Casa de Francesca Bracons és una obra amb elements noucentistes de Sant Cugat del Vallès (Vallès Occidental) protegida com a Bé Cultural d'Interès Local.

## Descripció
Singular edificació noucentista amb clares referències italianitzants, caracteritzada per una llanterna amb cúpula decorada amb teula de ceràmica en escates. Aquesta llanterna es recolza sobre un cos octogonal que té la funció de distribuïdor al voltant del qual s'articula tot un complex sistema de teulades amb faldons i semi-faldons que cobreixen els altres cossos de la casa i els atris o pòrtics de les façanes. La teulada és de teula alacantina o plana.

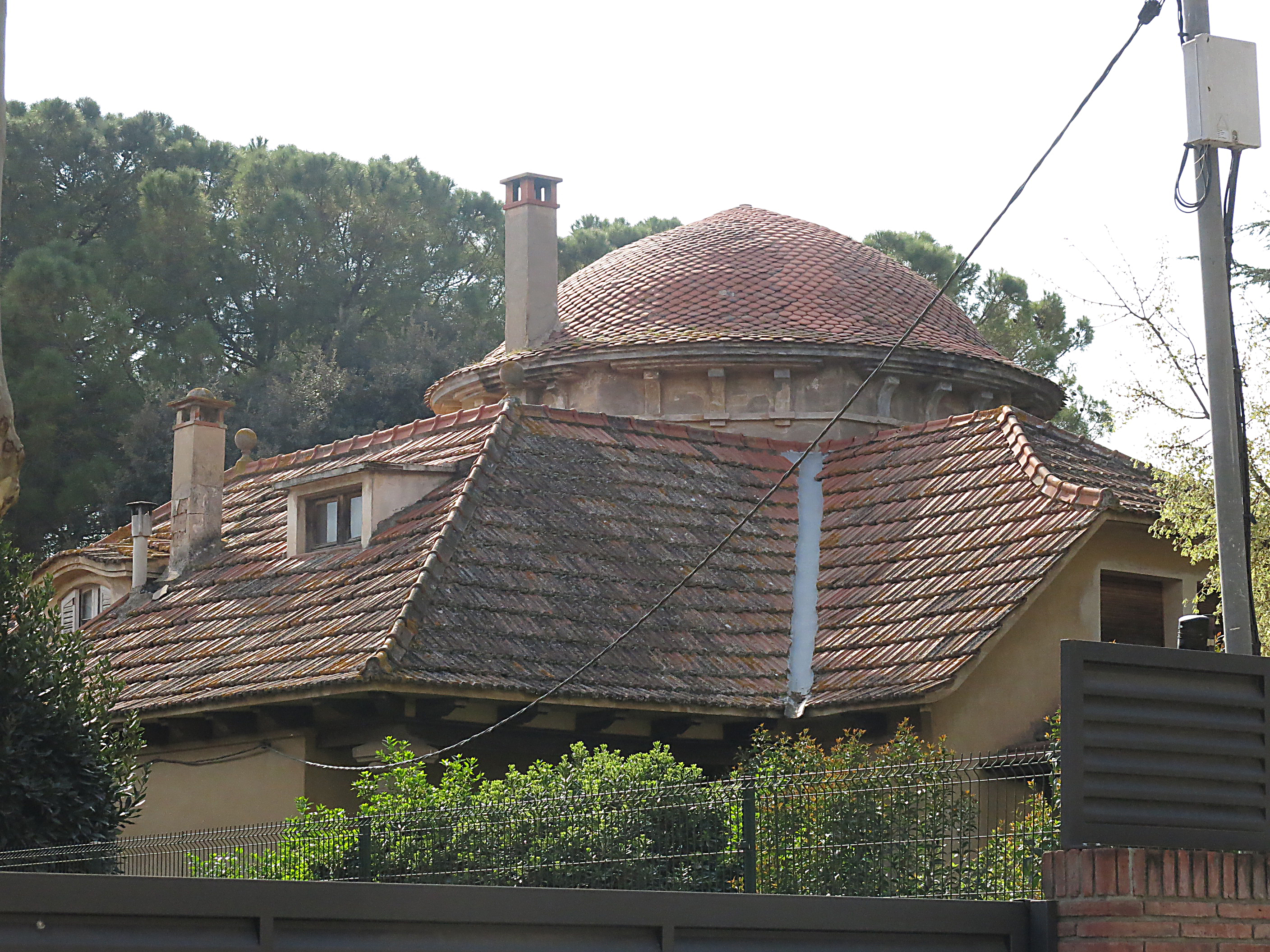
Detall de la cúpula i la teulada

Cal destacar també l'organització de la seva planta a l'entorn d'un vestibul de sostre elevat; els porxos sobresurten del pla de la façana; les cobertes de tota la casa i tota una sèrie de detalls ornamentals de gust clàssic.
Diversos atris amb porxo de columnes dòriques estan situats en les obertures de les façanes d'accés, laterals i posteriors, emfatitzant una relació espacial entre les estances interiors i el jardí.
La tanca es feta amb pilastrons de planta quadrada rematats amb una motllura en escòcia amb aire inacabat. La part vegetal té una protecció de fusta amb un disseny noucentista.
És un dels millors exemples de xalet d'estiueig noucentista de Sant Cugat. Els dos cedres del jardí: un de la varietat de l'Atlàs i l'altre de la varietat de l' Himàlaia, són els millors de Sant Cugat del Vallès.

## Història
Casa projectada l'any 1919 per l'arquitecte de Sarrià, Joaquim Lloret i Homs per a la senyora Francesca Bracons i Panadès, veïna de Barcelona.
Joaquim Lloret i Homs, arquitecte tant noucentista com racionalista, fou autor entre altres dels edificis següents: la casa Fàbregas del carrer Quarters, 8 de Montcada i de la casa Fàbregas de Pedralbes (Barcelona). Sobretot, és conegut com autor del Centre Oftàlmològic Barraquer al carrer Muntaner de Barcelona. També són obra seva les cases Bosch i Canet de Sarrià. Tots els edificis indicats estan inclosos en els catàlegs de patrimoni arquitectònic de Montcada i de la ciutat de Barcelona.